# Impôt régressif
Un impôt régressif (ou impôt dégressif) est un impôt dont le taux d'imposition diminue en même temps que la base d'imposition (c-à-d. l'assiette fiscale ) augmente. C'est par exemple l'ensemble des revenus ou de la fortune pour un particulier, ou les bénéfices ou le chiffre d'affaires pour une entreprise. L'impôt régressif s'oppose à l'impôt progressif dont le taux augmente avec la base d'imposition. Entre les deux se situe l'impôt à taux unique, aussi appelé flat tax par les anglophones.

## Définitions
En économie, la  taxe d’impôt régressif est, par définition, l’impôt dont le taux est décroissant avec le revenu de la personne physique ou morale imposable.
Un impôt dégressif est un impôt calculé au moyen d'un pourcentage de plus en plus faible de l'assiette d'imposition au fur et à mesure que celle-ci s'accroît.
Selon le Larousse, « impôt dégressif » et « impôt régressif » sont synonymes dans le Droit.

## Exemples d'impôts régressifs
En Suisse, un impôt régressif sur le revenu des particuliers a été accepté par les citoyens du canton d'Obwald lors d'une votation populaire. Néanmoins, le Tribunal fédéral jugea cet impôt anticonstitutionnel, car il ne respectait pas le principe selon lequel il est nécessaire de tenir compte de la capacité économique des contribuables pour fixer le taux d'imposition. Le canton a été contraint de faire marche arrière,. La stratégie fiscale d'Obwald, destinée à attirer des contribuables riches dans le canton, a fait l'objet d'études en vue de déterminer son impact réel.
On peut citer d'autres exemples d'impôts régressifs :
- l'Imposition forfaitaire annuelle a été appliquée à certaines sociétés en France de 1974 à 2013 ; son taux d'imposition moyen diminuait lorsque le chiffre d'affaires augmentait,
- le forfait fiscal suisse ainsi que les forfaits fiscaux italien ou belge qui consistent à évaluer forfaitairement l'impôt sur le revenu des particuliers sans réévaluer la base d'imposition pendant une période assez longue (10 ans en Suisse, 15 ans en Italie)[7]. Ce genre de mesure permet une optimisation fiscale par délocalisation, dont le milliardaire Patrick Drahi s'est rendu célèbre[8],
- selon un article de Raphaël Godefroy paru dans la revue Varia - Communication & Organisation 2003 du centre de recherche MICA (EA 4426 Université Bordeaux Montaigne), la taxation des cigarettes a dans les faits touché les personnes à faible revenu et les a fait consommer moins alors que les personnes à revenus plus élevés fument « naturellement » moins[1],
- selon un article de Nicolas Ruiz et Alain Trannoy paru dans la revue de l'INSEE, les taxes indirectes françaises (TIPP, TVA, taxes sur les alcools, ...) seraient un impôt régressif en ce sens qu'elles représentent un poids plus important par rapport aux revenus chez les personnes pauvres que chez les personnes riches[9],
- l'inflation est parfois considérée comme un « impôt » régressif, en ce sens qu'elle affecte proportionnellement davantage les personnes pauvres (dont les salaires ne suivent pas immédiatement l'inflation) que celles aux revenus plus élevés[10].